# Coccoloba hondurensis
Coccoloba hondurensis är en slideväxtart som beskrevs av Cyrus Longworth Lundell. Coccoloba hondurensis ingår i släktet Coccoloba och familjen slideväxter. Inga underarter finns listade i Catalogue of Life.